# Baby Birba - Un giorno in libertà
Baby Birba - Un giorno in libertà (Baby's Day Out) è un film del 1994 diretto Patrick Read Johnson.
La pellicola è stata prodotto dalla 20th Century Fox, da Richard Vane e John Hughes che ne ha curato anche la sceneggiatura.

## Trama
Baby Birba, al secolo Bennington Augustus Cotwell IV, è un bambino adorabile e affettuoso di nove mesi, figlio dei ricchi coniugi Cotwell, una facoltosa famiglia di Chicago. Ogni giorno mentre sta facendo colazione chiede alla sua tata di leggere il suo libro “Bubu”. Data la sua fama ancora ignota i genitori decidono di fare effettuare un servizio fotografico al bambino, ma i veri fotografi vengono sequestrati da un terzetto di sgangherati rapinatori: Eddie, il capo, con Veeko e Norby, che decide di sostituirsi a loro per tentare di rapire il bambino e chiedere quindi un riscatto di cinque milioni di dollari. Il piano sembra funzionare e i signori Cotwell, disperati, contattano l'FBI per ritrovare il figlio. Nel frattempo, a casa dei rapitori, Norby tenta in ogni modo di far addormentare il piccolo ma finisce per addormentarsi al suo posto convinto che, data la sua età, il bambino non riuscirà mai a scappare.
Sfortunatamente per lui, però, il piccolo scorge un piccione all'uscita di una finestra lasciata erroneamente aperta che conduce al tetto dell'appartamento e riconosce subito un'illustrazione del suo libro, cominciando a seguirlo. Inizia così l'avventura di questa piccola peste: infatti, dopo essersi accorti della fuga del bambino, Eddie, Veeko e Norby (terrorizzato a causa delle sue vertigini) si gettano ad inseguirlo sul tetto ma vengono immediatamente messi k.o. dal piccolo, che muovendosi a carponi riesce a sgattaiolare nel palazzo accanto gattonando sopra una trave che sbilanciandosi colpisce due volte Eddie alla testa. Questi, stordito dai colpi, precipita dal palazzo e il bambino intanto raggiunge la strada.
Continuando a gattonare, Baby Birba riesce a imbarcarsi come clandestino su un autobus molto simile a quello presente nel libro, all'interno del quale trova riparo senza essere visto da nessuno nella borsa di una corpulenta signora. Avendolo visto all'interno del mezzo, il trio di delinquenti non si dà pace e si lancia in un caotico inseguimento, ma ormai è troppo tardi quando Norby riesce a fermare l'autobus, perché la signora con la borsa che trasporta ignara il bambino è già scesa. Subito dopo la donna ha un incontro ravvicinato con i tre uomini, rimproverandoli per aver parcheggiato il loro furgone sul marciapiede impedendo così il passaggio ai pedoni. Inizialmente infuriata per essere stata insultata da Veeko ingoia il rospo, ma quando si accorge di essere seguita proprio dai tre che, accortisi della presenza del piccolo, non perdono occasione di prenderla in giro per il suo peso, dà libero sfogo alla sua furia prendendo a pugni lo stesso Veeko e Norby e mettendo in fuga il trio.
Mentre Eddie rimprovera i due compagni, il bimbo arriva fino ai grandi magazzini dopo essersi separato dalla signora (che per tutto il tempo è stata all'oscuro della sua presenza all'interno della borsa) dove viene cambiato da una ragazza che lo porta in mezzo agli altri bambini. Baby Birba però fugge ben presto e, localizzato dai tre proprio durante un servizio che parla della sua scomparsa, trova rifugio allo zoo (riconoscendo anche in questo caso un disegno del suo libro) nella gabbia di un gorilla che, affezionatosi al bambino, mette temporaneamente fuori uso i tre rapitori, rompendo una mano a Veeko con un pugno e lanciando in aria Eddie e Norby.
Nel frattempo a casa Cotwell arriva una chiamata: un misterioso uomo, tale Joe Desker, informa gli agenti di aver visto il bambino entrare con una signora, tale McCray, in un appartamento davanti alla sua abitazione. In realtà Desker è un malvivente che si fa chiamare Jojo Ducky, che ha visto un bambino in effetti molto somigliante a Baby Birba entrare nel palazzo che, in realtà, era il figlio più piccolo appunto della famiglia McCray e ha telefonato la ricca famiglia solo per farsi dare dei soldi come compenso in cambio del suo presunto aiuto. Il piano riesce e i coniugi Cotwell, insieme agli agenti, rimangono truffati e a mani vuote.
Il piccolo, intanto, fugge dallo zoo, raggiunge un parco e trova rifugio temporaneo in un tubo che conduce dall'altra parte del parco. Qui viene catturato, ma l'arrivo della polizia obbliga i tre malviventi a fare finta di essere dei turisti, dando così al bambino il tempo di fuggire via sotto il loro naso lasciando a Eddie un bel ricordino: con l'accendino trovato in una tasca della giacca accende i pantaloni dell'uomo che prendono fuoco proprio all'altezza del cavallo.
Poco dopo i tre, ora più stufi che mai delle continue marachelle del piccolo (che nel frattempo chiamavano continuamente "ragazzino" o, soprattutto Veeko, "marmocchio"), riescono a localizzarlo nel suo ennesimo nascondiglio: un grattacielo ancora in fase di costruzione, anche in questo caso simile a un disegno del libro. Qui perdono definitivamente il bambino che impartirà ai suoi rapitori una dura lezione: Norby finirà in un contenitore di cemento, Veeko volerà giù atterrando fortunosamente su un camion di rifiuti e per ultimo uno stremato Eddie, coperto di vernice e dolorante per un colpo di martello ricevuto in testa, rimane sospeso in aria appeso a un gancio nel tentativo si inseguire il bimbo, che fugge su una piattaforma per tornare a terra sano e salvo. I lavori finiscono e il malvivente rimarrà così fino a sera, quando verrà liberato dai malconci compagni.
Intanto, a casa Cotwell, il capitano dell'FBI informa i genitori del piccolo degli avvistamenti susseguitisi nella giornata dopo l'appello in televisione. Diverse infatti le segnalazioni arrivate: dall'autista dell'autobus agli addetti dei grandi magazzini, dai guardiani dello zoo ai frequentatori del parco. All'udire questi dettagli la tata intuisce subito che il piccolo sta seguendo i capitoli del libro, riuscendo così a prevedere quale sia la prossima tappa del piccolo: la casa del soldato, ed infatti lo trovano lì. Durante il ritorno a casa il bambino, vedendo un grande orologio, lo associa subito al suo libro Bubu. Inizialmente frainteso dalla mamma e dai presenti, indica il suo libro facendo capire che lì si trova il nascondiglio dei tre malviventi, che avevano portato con sé anche il libro durante il sequestro. Tornati nel loro appartamento a curarsi le ferite, Eddie, Veeko e Norby vengono infatti circondati dalla polizia e costretti alla resa lasciando cadere il libro dalla finestra. 
Durante la notte, la signora Cotwell informa il marito che ha deciso di ritentare con il servizio fotografico per il piccolo, ma questa volta si affideranno ad un caro amico di famiglia.

## Produzione
Il film è stato dal 17 agosto al 16 dicembre 1993, in parte girato negli 20th Century Fox Studios di Los Angeles, California, ma principalmente a Chicago, dove si possono ricordare: i grandi magazzini Macy's e 36 East Randolph Street, scena dello scontro con la signora grassoccia. Le scene dello zoo vennero girate nel Lincoln Park Zoo.
Per la casa dei Cotwell venne utilizzata una villa di Cantigny Park a Wheaton, Illinois.

## Edizione italiana
Il doppiaggio italiano è stato eseguito dalla C.D.C. presso la International Recording su dialoghi di Alberto Piferi. La direzione del doppiaggio è stata affidata a Manlio De Angelis assistito da Antonella Bartolomei.